# World Athletics Continental Tour
Il World Athletics Continental Tour è una competizione annuale di atletica leggera organizzata dalla World Athletics, che consiste in un calendario di meeting internazionali affiancati alla Diamond League.
La prima edizione si è tenuta nel 2020, sostituendo il circuito World Challenge.
Il tour era stato inizialmente annunciato come formato da dieci meeting di livello Gold, ma, a causa della pandemia di COVID-19, ne furono disputati solo sette. Esistono anche meeting di livello Silver e Bronze e, dall'edizione del 2022, è stata aggiunta anche la categoria Challenger.

## Edizioni
| Edizione | Anno | Gold | Silver | Bronze | Challenger | Totale meeting |
| -------- | ---- | ---- | ------ | ------ | ---------- | -------------- |
| 1        | 2020 | 7    | 5      | 16     | -          | 28             |
| 2        | 2021 | 12   | 16     | 41     | -          | 69             |
| 3        | 2022 | 12   | 18     | 53     | 69         | 152            |
| 4        | 2023 | 14   | 25     | 48     | 78         | 165            |
| 5        | 2024 | 12   | 33     | 70     | 106        | 221            |
| 6        | 2025 | 12   | 45     | 89     | 103        | 249            |

### Continental Tour Gold
L'elenco dei meeting in programma e il loro ordine di svolgimento. 
| Nº | Anno | Boston | Budapest | Bydgoszcz | Chorzów | Devonshire | Eugene | Gaborone | Hengelo | Los Angeles | Melbourne | Nairobi | New York | Ostrava | Pechino | Székesfehérvár | Tokyo | Turku | Walnut | Zagabria |
| -- | ---- | ------ | -------- | --------- | ------- | ---------- | ------ | -------- | ------- | ----------- | --------- | ------- | -------- | ------- | ------- | -------------- | ----- | ----- | ------ | -------- |
| 1  | 2020 | -      | -        | -         | 4       | -          | -      | -        | -       | -           | -         | 7       | -        | 5       | -       | 2              | 3     | 1     | -      | 6        |
| 2  | 2021 | 5      | -        | 8         | 10      | -          | 1      | -        | 6       | -           | -         | 12      | -        | 4       | -       | 9              | 2     | 7     | 3      | 11       |
| 3  | 2022 | -      | -        | 6         | 7       | 1          | -      | -        | 8       | -           | -         | 3       | 9        | 5       | -       | 11             | 4     | 10    | 2      | 12       |
| 4  | 2023 | -      | 12       | 8         | -       | 5          | -      | 2        | 7       | 6           | 1         | 3       | 10       | 11      | -       | -              | 4     | 9     | -      | 13       |
| 5  | 2024 | -      | -        | 8         | -       | -          | -      | -        | 9       | 3           | 1         | 2       | 6        | 5       | -       | 10             | 4     | 7     | -      | 11       |
| 5  | 2025 | -      | -        | 5         | -       | -          | -      | 2        | 7       | -           | 1         | 6       | 9        | 10      | 12      | 11             | 3     | 8     | -      | 4        |